# Emily Penrose

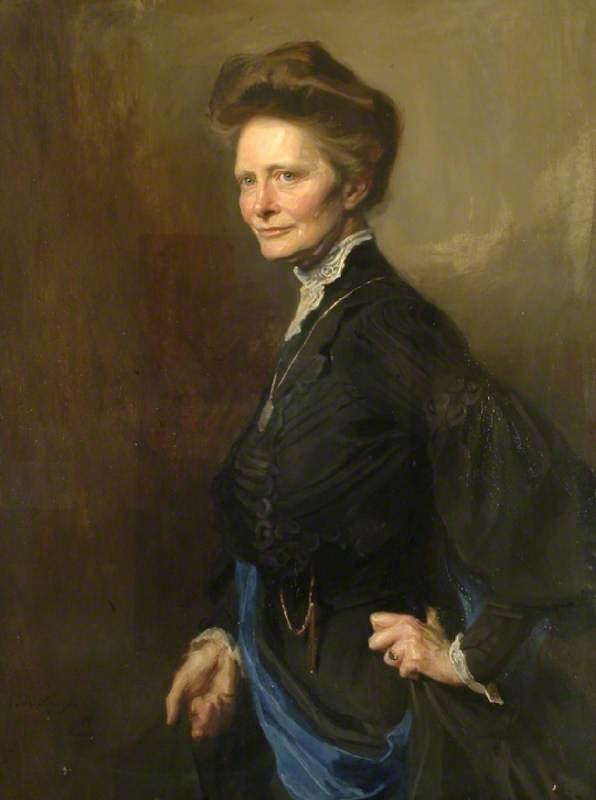
Emily Penrose, Gemälde von Philip Alexius de László, 1907

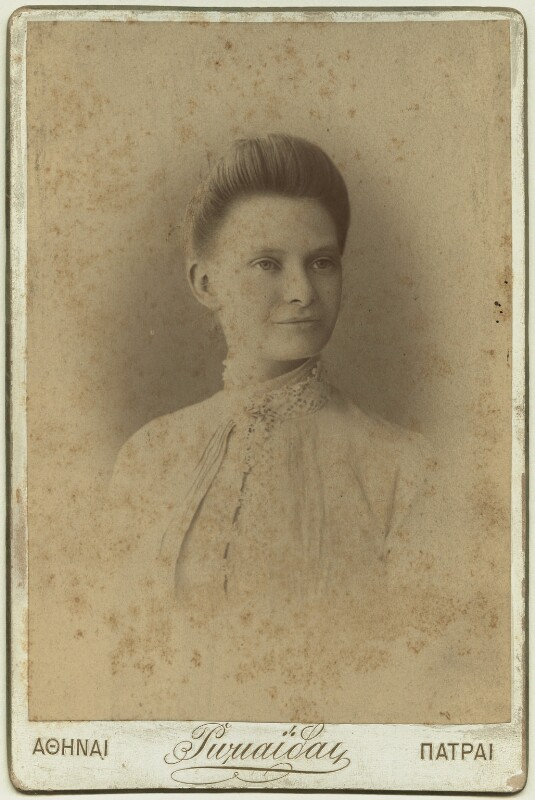
Emily Penrose

Emily Penrose, DBE (* 18. September 1858 in London, England; † 26. Januar 1942 in Oxford, England) war eine britische Historikerin und Direktorin von drei Frauenuniversitäten im Vereinigten Königreich. Sie leitete von 1893 bis 1898 das Bedford College in London, von 1898 bis 1907 das Royal Holloway College in London und von 1907 bis 1926 das Somerville College in Oxford. Sie war maßgeblich an der Aufnahme von Frauen als ordentliche Mitglieder der Universität Oxford im Jahr 1920 beteiligt.

## Leben und Werk
Penrose war das zweite von fünf Kindern und die älteste Tochter von Harriette Gibbes und dem Architekten und Archäologen Francis Cranmer Penrose. Ihre Großmutter väterlicherseits war die Autorin Elizabeth Penrose, die unter dem Namen Mrs. Markham veröffentlichte. Penrose besuchte eine Privatschule in Wimbledon (London), bevor sie in Versailles, Paris, Dresden und Berlin Sprachen und Kunst studierte.
Sie wurde im Zeichnen und Malen von ihrem Vater unterrichtet, den sie 1886 bei seiner Ernennung zum ersten Direktor der British School at Athens nach Athen begleitete. Sie reiste durch Griechenland und lernte Neugriechisch. Im folgenden Jahr kehrte sie nach England zurück und unterrichtete Literatur, Sprachen und Zeichnen an der Schule von Miss White in Brighton.
1889 studierte sie als Stipendiatin am Somerville College der University of Oxford und lernte sowohl Latein als auch Altgriechisch. Nach ihren Erfahrungen in Athen spezialisierte sie sich auf Archäologie und wurde 1892 die erste Frau, die in Greats (Classics) die Auszeichnung First Class Honours erhielt, obwohl Frauen zu dieser Zeit keinen Abschluss an der University of Oxford erwerben konnten. Daher wurde ihr 1904 ein ad eundem Master of Arts an dem University College Dublin verliehen. Diese Abschlüsse wurden zwischen 1904 und 1907 regelmäßig von der Universität Dublin an Frauen verliehen, deren eigene Universitäten zu dieser Zeit keine Abschlüsse an Frauen vergaben.

## Rektorin des Bedford College, des Royal Holloway College und des Somerville College
Nach Abschluss ihres Studiums wurde Penrose von der Rektorin des Somerville College, Agnes Catherine Maitland, eine Stelle als Tutorin, Bibliothekarin und Sekretärin am College angeboten. Penrose zog aber stattdessen nach London und lehrte für eine kurze Zeit als Dozentin in Oxford und London. 1893 wurde sie als Rektorin des Bedford College ernannt und erhielt dort 1894 die Professur für Alte Geschichte.
Penrose wechselte dann 1898 als Nachfolgerin von Matilda Bishop zum Royal Holloway College. Sie war maßgeblich daran beteiligt, 1900 die College-Zulassung an der neu gegründeten University of London zu erlangen, da die Studentinnen am Royal Holloway College keine Abschlüsse erwerben durften. Diese erhielten nur eine Benachrichtigung, dass sie die Klasse abgeschlossen hatten. In ihrem letzten Jahr als Rektorin am Royal Holloway College erhielten acht der Studentinnen Abschlüsse der First Class an der University of London. Das 1903 eingerichtete Mary Somerville Research Fellowship bot erstmals Frauen in Oxford Möglichkeiten zur Forschung.
1907 wurde Penrose nach dem Tod ihrer Vorgängerin Maitland zur Rektorin des Somerville College in Oxford ernannt. Penrose war 1910 an der Gründung einer Universitätsdelegation für Studentinnen beteiligt, die zehn Jahre später zur Aufnahme von Frauen in die Vollmitgliedschaft der Universität führte. 1908 führte Penrose zum ersten Mal an einer Frauenhochschule eine Aufnahmeprüfung für Studentinnen ein.
Sie wurde 1911 Mitglied des Beratungsausschusses für Universitätsstipendien, 1916 das einzige weibliche Mitglied der Royal Commission on University Education in Wales und 1919 Mitglied der Königlichen Kommission der Universitäten Oxford und Cambridge. Penrose wurde 1923 gesetzliche Kommissarin der Universität Oxford. Während ihrer Zeit als Rektorin von Somerville leitete Penrose viele Änderungen, darunter Pläne für Neubauten, größere Verfassungsänderungen und während des Ersten Weltkriegs eine vorübergehende Unterbringung der Hochschule in  dem Oriel College.
Auf Anraten ihres Arztes reichte sie 1925 ihren Rücktritt beim Rat von Somerville College ein. Als sie 1926 in den Ruhestand ging, erhielt sie zum Abschied eine große Summe als Abschiedsgeschenk, die sie an das College für die Gründung eines  Studienkreditfonds zurückgab. Nach ihrer Pensionierung zog sie nach London, später bei Ausbruch des Zweiten Weltkriegs nach Bournemouth, wo sie 1942 starb.

## Ehrungen
1926 wurde Penrose bei ihrer Pensionierung als zweite Frau nach Queen Mary ein Ehrendoktor für Zivilrecht (DCL) von Oxford verliehen. Die University of Sheffield verlieh ihr die Ehrendoktorwürde der Rechtswissenschaften (LLD). 1927 wurde sie für ihre Arbeit für das Bildungswesen zur Dame Commander of the Order of the British Empire ernannt und wurde Honorary Fellow des Somerville College.